# Luis Jefferson Escher
Pour les articles homonymes, voir Escher.
Luis Jefferson Escher né le 28 juin 1987 à Alecrim au Brésil est
un footballeur brésilien évoluant au poste d'attaquant au Kawkab de Marrakech.

## Biographie

### Club
Il commence sa carrière au club brésilien de Matsubara ou il marque 20 buts en 32 matchs.Puis il joue pendant 2 ans au Kawkab de Marrakech où il marque 6 buts en 24 matchs. En 2010, le Kawkab de Marrakech le transfère au Wydad de Casablanca pour un montant de 900 000 dirhams et un salaire de 20 000 dirhams. En décembre 2010, Luiz Jeferson n'ayant pu s'intégrer au dispositif tactique de l’entraîneur du Wydad de Casablanca Diego Garzitto et conquérir une place de titulaire dans le onze de départ, il retourne au Kawkab de Marrakech.
En décembre 2011, il marque le but de la victoire de la coupe du Trône en faveur du Maghreb de Fès. Cependant, il s'impose en tant que titulaire au sein du club Fassi : le Maghreb de Fès.

## Capacités footballistiques
C'est un joueur d'une vitesse exceptionnelle et d'un jeu de tête impressionnant. C'est également un joueur très polyvalent dans le terrain qui peut dribbler 2 ou 3 défenseurs en une attaque il peut tirer de loin (Lors du match MAS-EST il tire de 45 mètres et le ballon rebondit sur la barre horizontale) il peut également tirer des coups francs et possède un gabarit et une condition physique de haut niveau qui lui permet de sortir vainqueur dans les duels. Sa taille l'aide aussi dans les corners ou dans les duels aériens entre défenseur. Le journaliste marocain le compare beaucoup à Alex mais la seule différence entre ces deux joueurs est surement le poste.

### Carrière
- 2007-2008 :  Matsubara
- 2008-2010 :  Kawkab de Marrakech
- 2010-2010 :  Wydad de Casablanca
- 2010-2011 :  Kawkab de Marrakech
- 2011-2014 :  Maghreb de Fès
- 2014-.... :  Kawkab de Marrakech[2]

## Palmarès
Maghreb de Fès
- Championnat du Maroc
  - Vice-Champion : 2011
- Tournoi Antifi
  - Vainqueur en 2011
- Coupe de la confédération
  - Vainqueur en 2011
- Coupe du trône
  - Vainqueur : 2011
- Supercoupe de la CAF
  - Vainqueur : 2012